# 나 (영화)
"나"(I)는 한국에서 제작된 박노식 감독의 1972년 영화이다. 박노식 등이 주연으로 출연하였고 곽정환 등이 제작에 참여하였다.

## 출연

### 주연
- 박노식
- 최무룡
- 김지미